# Mars (manga 1976)
Mars (マーズ?, Māzu) è un manga scritto e illustrato da Mitsuteru Yokoyama. La serie ha ispirato l'anime del 1981 God Mars. Nel 1994 è stato realizzato anche un OAV più fedele al manga originale, interrotto al secondo episodio.
Tra il 2002 e il 2003 è stata trasmessa in Giappone un'altra serie televisiva anime intitolata Shinseikiden Mars (神世紀伝マーズ?, Shinseikiden Māzu), inedita in Italia.

## Trama
Un aereo sorvola l'isola vulcanica di Akinoshima, da poco emersa dai flutti al largo del Giappone. A bordo si trova il giornalista Iwakura, che nota sull'isola una figura umana: si tratta di un ragazzo nudo dalla lunga capigliatura. La guardia costiera recupera il giovane, che viene portato in ospedale per accertamenti: le sue condizioni fisiche appaiono buone, ma il ragazzo non parla. Poco dopo, il primario che lo ha in cura decide di portarlo a casa sua. A New York, intanto, si riunisce un gruppo d'individui, delle sentinelle lasciate da antichi visitatori alieni a sorvegliare l'umanità; uno di loro, di nome Rah, è mandato ad appurare che l'uomo di Akinoshima sia Mars.
In seguito, un grande robot umanoide si risveglia da sotto il mare. Iwakura si reca a rivedere il giovane e vi trova Rah, spacciatosi anch'egli per un giornalista, che ha verificato che si tratta veramente di Mars. Rah dà a Mars un assaggio delle sue capacità fisiche, che anche l'altro possiede; i due tornano su Akinoshima e Rah mostra Gaia, la divinità che Mars può comandare, e gli spiega che, qualora Gaia e le altre divinità fossero distrutte, questa sarebbe una dimostrazione della pericolosità degli esseri umani per le altre specie intelligenti del cosmo e la Terra esploderebbe.
Il robot Titan appena riattivato viene distrutto dalle forze armate giapponesi, che lo credono una minaccia, e come conseguenza Gaia si risveglia. Mars, però, si rifiuta di ordinarle di porre fine all'umanità, quindi le altre sentinelle si mettono al comando delle loro divinità e una dopo l'altra attaccano Gaia per compiere la loro missione.
Tutto il Giappone è messo in ginocchio da una terribile bufera di neve provocata da Uranus, una divinità dall'aspetto di una bambola Daruma; quest'ultimo attacca Mars, che viene salvato dall'intervento di Gaia che polverizza il suo avversario.
Iwakura, che è totalmente dalla parte di Mars, tenta di spiegare ai suoi colleghi quanto sta realmente accadendo facendo sì che Gaia si mostri loro da vicino. Giunge poi la notizia che in Egitto città e villaggi sono spariti nel nulla, per mano della Sfinge di Giza, che ha cambiato posto. L'esercito egiziano è impotente, e solo l'intervento di Mars porta a sconfiggere la Sfinge, pilotata da Milo. Compare poi la terza divinità, con l'aspetto di un serafino, che attacca l'aereo che sta riportando Mars in Giappone. Intanto Iwakura, tornato ad Akinoshima, ha scoperto l'ambiente, dotato di macchinari fantascientifici, dove Mars è stato tenuto in animazione sospesa per millenni. Mars, caduto intanto in una grotta, riesce a resistere fino all'arrivo di Gaia, che sbriciola la divinità e il suo pilota; rimane però gravemente ferito, e i medici terrestri possono fare poco per lui, quindi, seguendo la sua volontà, lo affidano a Gaia. Sulla strada per Akinoshima incontrano la quarta divinità, a forma di statuetta Jōmon. Pur in condizioni fisiche pessime, Mars riesce ad averne ragione.
Davanti ad Akinoshima, emerge poi la quinta divinità, Uraeus, un sommergibile a forma di testa di fachiro con un grande periscopio che ricorda un cobra, che attacca senza successo la base di Mars sull'isola ma riesce ad eliminare navi e aerei che incrociano nelle vicinanze e persino a ferire gravemente Iwakura. Gaia raggiunge l'isola con Mars, che Iwakura mette in una capsula dove può recuperare le forze; il giornalista muore poi per le ferite dopo il ricovero in ospedale. Il governo giapponese, avendo saputo da Iwakura che Gaia esploderebbe se Mars dovesse morire, decide di tenere quest'ultimo al sicuro confinandolo in un bunker. Uraeus, che ha perso le tracce di Mars, si mette a devastare Tokyo dichiarando che smetterà solo quando Mars gli sarà consegnato. Nonostante il parere contrario delle autorità, Mars esce ad affrontarlo: dopo averlo attirato in alto mare, lo fa colpire dai missili fotonici di Gaia e lo distrugge.
I tecnici giapponesi cercano di smontare il detonatore di Gaia per impedire che esploda, ma prima che ci riescano compare Rah, che pilota una nera sfera volante e chiede con un ultimatum la consegna di Mars. Gaia si avvicina per combatterlo, ma Mars non riesce a comandarla dal bunker e deve perciò risalire in superficie. La battaglia provoca gravi danni alla città, e un gruppo di cittadini rifugiatisi nelle fogne se la prende con Mars, considerato il responsabile delle devastazioni.
Dalle carte di Iwakura si scopre che per eliminare le divinità senza rischiare di far esplodere Gaia bisogna agire dall'interno; Mars cerca dapprima di entrare nella sfera di Rah con la forza, quindi attua uno stratagemma e fa sì che quest'ultimo apra il pertugio nel quale vi s'intrufola facendola autodistruggere; alla fine, elimina Rah in un breve corpo a corpo, ma questi, morendo, lo mette in guardia sulla natura violenta degli umani. E infatti, proprio quando i terrestri sarebbero finalmente salvi, alcuni di loro assalgono Mars per fargli pagare le sofferenze che hanno subito. Ricredutosi, Mars ordina allora a Gaia di esplodere, polverizzando così la Terra.

## Personaggi
Mars
Il protagonista della saga. È stato creato da antichi visitatori extraterrestri perché fosse il giudice dell'umanità. È dotato di capacità fisiche superiori a quelle umane e comanda la divinità Gaia.
Iwakura
Giornalista giapponese, scopritore di Mars e suo principale alleato. Nella serie OAV il suo ruolo è ricoperto da un'analista militare, la dottoressa Reiko Yamaguchi.
Harumi
Figlia del primario che ha in cura Mars. Si lega d'amicizia col ragazzo alieno. Nella serie OAV il suo ruolo è più articolato ed è la nipote della dottoressa Yamaguchi. In Shinseikiden Mars il suo cognome è Yokoyama, in omaggio al mangaka autore della storia.
Rah
Una delle sentinelle aliene, la prima ad approcciare Mars. Ha l'aspetto di un uomo di mezza età con i capelli piuttosto lunghi. Comanda una divinità sferica chiamata con lo stesso nome. In Shinseikiden Mars è chiamato Rash.
Uranus
Una delle sentinelle, che comanda la divinità con lo stesso nome. Ha l'aspetto di un signore anziano con barba, baffi e capelli bianchi. In Shinseikiden Mars è chiamato Hazard (Uranus è il nome della sola divinità).
Milo
Sentinella che comanda la Sfinge. Ha l'aspetto di un uomo con la stessa pettinatura di Rah e un paio di occhiali scuri che gli celano continuamente gli occhi. In Shinseikiden Mars è chiamato Hopper.
L'uomo col monocolo
Sentinella che comanda la terza divinità in ordine di apparizione. Ha l'aspetto di un uomo elegante con un monocolo scuro, barba e baffi e capelli pettinati con la scriminatura. Il suo aspetto sarà ripreso per il personaggio di Lord Albert nella serie OAV Giant Robot - Il giorno in cui la Terra si fermò tratta da un altro manga dello stesso autore. In Shinseikiden Mars è chiamato Elint.
Shin
Sentinella che comanda la quarta divinità. Ha l'aspetto di un uomo calvo. In Shinseikiden Mars è chiamato Block.
Uraeus
Sentinella che comanda la divinità con lo stesso nome. Ha l'aspetto di un giovane con una pettinatura simile a quella di Rah, con l'unica differenza di un ciuffo laterale che gli scende sulla fronte. Nell'OAV è una donna di bell'aspetto con i capelli viola. In Shinseikiden Mars è chiamato Axel (Uraeus è il nome della sola divinità).

## Anime

### Episodi
| Nº                             | Titolo italiano                                                                               | In onda          | In onda |
| Nº                             | Titolo italiano                                                                               | Giapponese       |         |
| Mars (OAV) (2 episodi)         |                                                                                               |                  |         |
| 1                              | Atto I                                                                                        | -                |         |
| 2                              | Atto II                                                                                       | -                |         |
| Shinseikiden Mars (13 episodi) |                                                                                               |                  |         |
| 1                              | 「早すぎた目覚め」 - hayasugita mezame – "An Early Awakening"                                 | 31 ottobre 2002  |         |
| 2                              | 「封印された神託」 - fuuin sareta shintaku – "The Sealed Oracle"                              | 7 novembre 2002  |         |
| 3                              | 「吹雪の中の死闘」 - fubuki no naka no shitō – "Death Battle in a Snowstorm"                  | 14 novembre 2002 |         |
| 4                              | 「スフィンクス熱砂を駆ける」 - SUFINKUSU nessa wo kakeru – "Run from the Sphinx's Hot Sand"   | 21 novembre 2002 |         |
| 5                              | 「雷鳴轟く山岳地帯」 - raimei todoroku sangaku chitai – "Thunder Roars in the Mountains"      | 28 novembre 2002 |         |
| 6                              | 「追撃!」 - tsuigeki ! – "Pursuit!"                                                           | 5 dicembre 2002  |         |
| 7                              | 「追いつめられたマーズ」 - oitsumerareta MĀZU – "Mars Overtaken!"                             | 12 dicembre 2002 |         |
| 8                              | 「天の川星神伝説」 - amanogawa boshi shin densetsu – "Legendary Star God of the Milky Way"    | 2 gennaio 2003   |         |
| 9                              | 「地獄から地獄へ」 - jigoku kara jigoku e – "From Hell to Hell"                               | 9 gennaio 2003   |         |
| 10                             | 「東京クライシス!」 - tōkyō KURAISHISU ! – "Tokyo Crisis!"                                    | 16 gennaio 2003  |         |
| 11                             | 「地球危機一髪」 - chikyū kikiippatsu – "Earth's Close Call"                                  | 23 gennaio 2003  |         |
| 12                             | 「赤い星での壮大な過ち」 - akai hoshi de no sōdai na ayamachi – "Grand Error of the Red Star" | 30 gennaio 2003  |         |
| 13                             | 「さらば地球よ」 - saraba chikyū yo – "Farewell, Earth"                                       | 6 febbraio 2003  |         |

## Edizione italiana
Il manga è stato pubblicato in Italia da d/visual, in un'edizione molto simile a quella del precedente manga Babil junior dello stesso autore. Gli OAV sono stati pubblicati in VHS dalla Dynamic Italia. La serie televisiva Shinseikiden Mars è inedita.